# 釈尊正風会
釈尊正風会（しゃくそんしょうふうかい）は、真言宗の僧侶釈興然によって組織された僧団である。上座部仏教の僧侶を養成し、その戒律を研究し、これを広めることなどを目的としていた。

## 概要
南方仏教僧団では、5人以上の比丘によって僧団が組織されることによって、はじめて比丘戒を授けることができるとされていたため、青年僧侶をセイロン（現在のスリランカ）に派遣し、5人以上に比丘戒受戒させることを当初の目標としていた。
数次にわたり、主に真言宗の僧侶をセイロンに派遣したが、派遣した僧侶の還俗や死亡などで、当初の目的であった5人の僧侶の養成を達することができなかった。

## 年表
- 1882年（明治15年）2月17日
釈興然、神奈川県橘樹郡城郷村（現・横浜市港北区鳥山町）三会寺の住職となる。
- 1882年7月 - 有栖川宮熾仁親王および随行の外交官・林董らがコロンボを訪問。セイロン総督および現地の官吏らと謁見し、総督副官から、日本人僧侶が派遣されれば便宜を図るとの申し出を受ける[2]。
- 1886年
  - 真言宗の釈雲照律師が、弟子の釈興然にセイロンでの上座部仏教の研究修行を勧める。
  - 9月18日 - 釈興然、横浜港よりセイロンに発つ[2]。
  - 10月13日 - 釈興然、セイロン着。西海岸南端の街、ゴールに向かう。
  - 11月 - ゴール近郊のカタルワにあるアマラプラ派のランウェルレー寺で、パーリー語、シンハラ語などを学ぶ。
- 1887年（明治20年）
  - 釈興然、得度を受けて上座部の沙弥となる。法名・グナラタナ。
  - 4月 - 臨済宗の釈宗演がランウェルレー寺で興然と共に修学を始める。
  - 5月 - 釈宗演、得度。法名・パンニャーケートゥ
- 1888年（明治21年）
釈興然、コロンボの仏教学院・ウィドヨーダヤ・ビリウェナに転学し、シャム派の指導を受ける。
- 1890年（明治23年）6月9日午後7時
釈興然、セイロン島キャンディのシャム派マルワッタ支派本山のマルワッタ大精舎において、ヒッカドゥウェ・スマンガラ（1826年 - 1911年）師より具足戒を受ける[1]。これにより、日本人で初めて上座部の正式な比丘となった。
- 1893年（明治26年）
  - 9月6日 - 釈興然、帰国
  - 10月17日 - 釈興然、三会寺において釈尊正風会を設立。以後数次に渡り、弟子をセイロンに留学僧として派遣する。
- 1897年
  - 7月頃 - 小島戒寶が通訳のヘーマチャンダラーを伴い、郵船三江丸で横浜からセイロンに渡航[3]。
- 1907年（明治40年）10月
釈興然、和田慶本沙弥（長野県篠ノ井町横田観音寺住職）を従い、シャム国を訪問。往路途中、シンガポールで鳥家仁度と吉松快裕に合流。
- 1908年（明治41年）11月
釈興然ら帰国。シャムから持ち帰った仏像を神奈川県橘樹郡、都筑郡、鎌倉郡の32個寺に安置。
- 1924年（大正13年）3月15日 - 釈興然、三会寺にて遷化。

## 関係する僧侶
漢字氏名の前にあるカタカナの名は、上座部仏教の法名。
- グナラタナ 釈興然
- 釈雲照（1827年 - 1909年）
上座部仏教の修行と比丘養成を発願した本人であったが、興然の帰国後、真言宗の戒律などと異なる立場をとる興然との間で意見の対立が起こった。
- パンニャーケートゥ 釈宗演（1859年 - 1919年）
臨済宗僧侶。セイロンで得度。帰国後、神奈川県久良岐郡宝林寺の住持。後に臨済宗円覚寺派管長。
- 阿刀宥乗
真言宗僧侶。四谷（現・新宿区若葉）愛染院。釈雲照の弟子。
- 稲村英隆（1836年 - 1910年）
埼玉県出身。真言宗僧侶。明治26年に釈興然らとセイロン、インドを巡礼。帰国後、西明寺 (京都市)住持。
- ゴンダンニャ 小島戒寶
派遣1期生として、1897年セイロンに渡航[3]。セイロンで比丘となったが、帰国後、黄衣を脱いで真言宗の僧侶を勤めた[1]。
- パンニャーサーラ 比留間宥誡（日間宥海）
セイロン派遣1期生。真言宗僧侶。セイロンで受戒、比丘。
- ソービタ 釈仁度
セイロン派遣2期生。派遣時の氏名・鳥家仁度。 帰国後は、神奈川県都筑郡新治村猿山（現・横浜市緑区上山町）光照山萬蔵寺の住職[4]。向山亮雲没後は、三会寺住職。昭和26年8月4日遷化まで持戒。当会最後の生存者[1]。
- グナーナンダ 工藤敬慎
セイロン派遣2期生。埼玉出身の比丘。セイロン・マータラで死亡。
- 向山亮雲
派遣3期生。山梨県出身。比丘。セイロン在留中に還俗し、帰国後日露戦争に応召。釈興然の遷化後は、三会寺住職。
- アーナンダ 吉松快裕
セイロン派遣4期生。比丘。帰国後、島根県八束郡川津霊感寺住職。遷化まで持戒。

## 支援者
- 林董 - 特別会員[3]。1882年7月、アレクサンドル3世 (ロシア皇帝)の戴冠式に列席する有栖川宮熾仁親王に外交官として随行し、往路コロンボに立ち寄った。このとき、マハームダリ（セイロン総督の現地人副官）との知遇を得て、日本人僧侶をセイロンに派遣するなら便宜を図るとの申し出を受けた。
- 早川林平 - 特別会員[3]。
- 日本郵船会社 - 会員派遣の船賃を無償とした[3]。